# Guttenberg (Germania)
Guttenberg è un comune tedesco di 557 abitanti, situato nel land della Baviera.